# ケビン・ジョンソン
ケビン・ジョンソン（Kevin Maurice Johnson、1966年3月4日-）はカリフォルニア州サクラメント出身のNBAの元バスケットボール選手、及び政治家。ポジションはポイントガード。ニックネームは「KJ」。フェニックス・サンズの背番号「7」は､彼の永久欠番である。

## 経歴
高校に在学中、メジャーリーグのオークランド・アスレチックスに投手としてドラフトを受けるが断り、1987年のNBAドラフトでクリーブランド・キャバリアーズに全体7位で指名され入団。キャバリアーズは前年に有望なPGとしてマーク・プライスを獲得していたが、プライスが期待通りの活躍をできなかったためプライスの奮起という意味も期待して、ライバルPGとしてKJを獲得した。この方針が功を奏しプライスはレギュラーに定着する。そのため1988年2月28日、ジョンソンとチームメートのマーク・ウエストは当時低迷中のフェニックス・サンズにトレードされた。サンズにおいてKJは一年目からスターターとして活躍を見せた（プライスとは、後にドリームチームIIでチームメートとして再会する）。
1988-89シーズンには平均20.4得点、12.2アシストを記録、20得点12アシスト以上を記録した選手は、それまでマジック・ジョンソン、アイザイア・トーマスしかいなかった。このシーズンから3年連続で平均20得点、10アシストというPGとしては屈指の数字を記録した。リーグで最も攻撃力の高いPGとしてサンズの中心で活躍。3度NBAオールスターゲームに出場した。また毎年プレイオフに出場し、チャールズ・バークレー加入後の1993年のNBAファイナルではマイケル・ジョーダン率いるシカゴ・ブルズを勝率で上回るNBA1位の成績でホームコートアドバンテージを得てブルズと激突。KJはジョーダンともマッチアップするも、チームはホームゲームでまさかの3戦全敗。しかも第6戦は、終始サンズがリードしていたものの、試合終了間際にジョン・パクソンに逆転3ポイントシュートを喫し、2勝4敗で敗退した。
その後のシーズンは怪我が目立つようになり、期待されたサンズもKJを筆頭に、チャールズ・バークレー、ダン・マーリーなど中心戦力が万全の体勢で揃うことが少なく二度とファイナルへ進出することがかなわなかった。そのままジョンソンは1996年-1997年シーズンの終了後に引退を表明した。
しかし、1997年-1998年のシーズンに窮地のサンズを救うために復帰し、サンズの13連勝とキャリア最後のプレイオフ進出権の確保に貢献。敗退後に再度引退した。 
1999年-2000年のシーズン終盤、ジョンソンの後継者として期待されたジェイソン・キッドが膝を骨折し、欠場を余儀なくされると、サンズ球団社長のジェリー・コランジェロは引退していたKJに急遽復帰要請をし、再び現役復帰を果たし、プレイオフでは控えのガードとして出場しチームを助けた。プレイオフ終了後最後の引退をした。
2001年3月、フェニックス・サンズ対サクラメント・キングス戦で彼の7番を永久欠番とするセレモニーが行われた。この試合は、キングスが勝っている。
2008年11月4日、サクラメント市長に選出された。

## プレイスタイル
学生時代にスピードスケートと野球でも有名な選手であり、野球に関してはMLBにもドラフトされた経歴を持つ。突出したスピードと跳躍力を誇るフィジカルアスリートであり、ドライブインからの得点で突進力のあるプレイを度々見せた。
時にはゴール下のビッグマンを吹き飛ばすようなスラムダンクを見せる一方、ボールハンドリングやパスセンスにも優れシーズン平均2桁アシストを4度記録、また通算平均アシスト9.1という数字は、その上にはマジック・ジョンソン、ジョン・ストックトン、オスカー・ロバートソン、アイザイア・トーマスの4人しか存在せず、後にサンズのポイントガードとして活躍し、アシスト能力に秀でていたジェイソン・キッドやスティーブ・ナッシュをも上回っている。
試合平均20得点10アシストというポイントガードとしての理想的な攻撃力を示すと言われる指標を3シーズン連続で記録している（他に19得点10アシスト以上を1シーズン、20得点9アシスト以上を2シーズン記録している）。
この指標はNBAの歴代でもケビン・ジョンソンを除きオスカー・ロバートソン、ネイト・アーチボルト、マジック・ジョンソン、アイザイア・トーマス、ティム・ハーダウェイ、クリス・ポールの6人しか記録していない高度な指標であるため、PG史上でも屈指のオフェンス能力を持っていたことが窺える。
歴代の名だたるポイントガードの中でも身長2mを超すマジック・ジョンソンを例外とすれば、185cmの小柄な身体で垂直跳び120cmの跳躍力を持ち、ダンクシュートを常時見せていたのはケビン・ジョンソンのみである。特に名高いプレイとして、プレーオフの舞台で当時ブロック王で7フッターのアキーム・オラジュワンに突進してのスラムダンクや、同じくセンターのホット・ロッド・ウィリアムズを飛び越えてダンクし、そのままウィリアムズの背中に負ぶさってしまうというプレイなどがあり、強心臓で大変派手なプレイが現役時代の名シーンとしてはよく取り上げられる。闘志を剥き出しにしたプレイを信条としており、当時の弱小であったサンズの意識改革には大きな影響を与えたとチームメイトが証言している。
しかし圧倒的な突進力と比べ、ミドルレンジ〜ロングレンジからのシュートの成功率には難があったが、キャリア後年にさしかかる96年には3P成功率も.441と向上を見せた。
スティールやフリースローも毎年ランキングに載る数字を残しドリームチームIIにも選出され、
当時アシスト王のジョン・ストックトンに挑戦できうる最高クラスのポイントガードとして、また地元からはシカゴブルズの連覇を阻むことを大いに期待されていたが、93年にそのブルズとのファイナルで完敗してのちは、ケビン・ジョンソン自身怪我がちになり、かつての輝きをほぼ失ってしまい、その爆発的なスタッツからすれば、同時代のストックトンやキッド、ゲイリー・ペイトンと比べ短命なキャリアに終わったといえる。
全盛期の期間は短く、通算アシスト数は26位にとどまっているものの、平均アシスト数では歴代7位。デビューはキャバリアーズであるが、サンズで彼の背番号が永久欠番に認定されたところをみても、彼のプレイが歴史に残るものであったと地元では評価されていることが窺える。

### NBAレギュラーシーズン
| シーズン     | チーム       | GP  | GS  | MPG  | FG%  | 3P%   | FT%   | RPG | APG  | SPG | BPG | TO  | PPG  |
| ------------ | ------------ | --- | --- | ---- | ---- | ----- | ----- | --- | ---- | --- | --- | --- | ---- |
| 1987–88      | CLE          | 52  | 3   | 20.1 | .460 | .222  | .821  | 1.4 | 3.7  | 1.2 | .3  | 1.6 | 7.3  |
| 1987–88      | PHX          | 28  | 25  | 31.2 | .463 | .200  | .859  | 4.3 | 8.7  | 1.5 | .3  | 2.3 | 12.6 |
| 1988–89      | PHX          | 81  | 81  | 39.2 | .505 | .091  | .882  | 4.2 | 12.2 | 1.7 | .3  | 4.0 | 20.4 |
| 1989–90      | PHX          | 74  | 74  | 37.4 | .499 | .195  | .838  | 3.6 | 11.4 | 1.3 | .2  | 3.4 | 22.5 |
| 1990–91      | PHX          | 77  | 76  | 36.0 | .516 | .205  | .843  | 3.5 | 10.1 | 2.1 | .1  | 3.5 | 22.2 |
| 1991–92      | PHX          | 78  | 78  | 37.2 | .479 | .217  | .807  | 3.7 | 10.7 | 1.5 | .3  | 3.5 | 19.7 |
| 1992–93      | PHX          | 49  | 47  | 33.5 | .499 | .125  | .819  | 2.1 | 7.8  | 1.7 | .4  | 3.1 | 16.1 |
| 1993–94      | PHX          | 67  | 67  | 36.6 | .487 | .222  | .819  | 2.5 | 9.5  | 1.9 | .2  | 3.5 | 20.0 |
| 1994–95      | PHX          | 47  | 35  | 28.8 | .470 | .154  | .810  | 2.4 | 7.7  | 1.0 | .4  | 2.2 | 15.5 |
| 1995–96      | PHX          | 56  | 55  | 35.8 | .507 | .368  | .859  | 3.9 | 9.2  | 1.5 | .2  | 3.0 | 18.7 |
| 1996–97      | PHX          | 70  | 70  | 38.0 | .496 | .441  | .852  | 3.6 | 9.3  | 1.5 | .2  | 3.1 | 20.1 |
| 1997–98      | PHX          | 50  | 12  | 25.8 | .447 | .154  | .871  | 3.3 | 4.9  | .5  | .2  | 2.0 | 9.5  |
| 1999–00      | PHX          | 6   | 0   | 18.8 | .571 | 1.000 | 1.000 | 2.7 | 4.0  | .3  | .0  | 1.2 | 6.7  |
| 通算         | 通算         | 735 | 623 | 34.1 | .493 | .305  | .841  | 3.3 | 9.1  | 1.5 | .2  | 3.1 | 17.9 |
| オールスター | オールスター | 3   | 1   | 17.0 | .500 | ---   | .333  | 1.0 | 4.3  | 1.3 | .3  | 2.7 | 4.3  |

### NBAプレーオフ
| シーズン | チーム | GP  | GS | MPG  | FG%  | 3P%  | FT%  | RPG | APG  | SPG | BPG | PPG  |
| -------- | ------ | --- | -- | ---- | ---- | ---- | ---- | --- | ---- | --- | --- | ---- |
| 1989     | PHX    | 12  | 12 | 41.2 | .495 | .300 | .927 | 4.3 | 12.3 | 1.6 | .4  | 23.8 |
| 1990     | PHX    | 16  | 16 | 36.4 | .479 | .182 | .821 | 3.3 | 10.6 | 1.6 | .0  | 21.3 |
| 1991     | PHX    | 4   | 4  | 36.5 | .302 | .143 | .600 | 3.3 | 9.8  | .5  | .3  | 12.8 |
| 1992     | PHX    | 8   | 8  | 41.9 | .484 | .500 | .861 | 4.1 | 11.6 | 1.5 | .3  | 23.6 |
| 1993     | PHX    | 23  | 23 | 39.7 | .480 | .000 | .795 | 2.7 | 7.9  | 1.5 | .6  | 17.8 |
| 1994     | PHX    | 10  | 10 | 42.7 | .458 | .300 | .852 | 3.5 | 9.6  | 1.0 | .1  | 26.6 |
| 1995     | PHX    | 10  | 10 | 37.1 | .573 | .500 | .845 | 4.1 | 9.3  | .9  | .4  | 24.8 |
| 1996     | PHX    | 4   | 4  | 37.8 | .474 | .250 | .824 | 4.3 | 10.8 | .5  | .5  | 17.3 |
| 1997     | PHX    | 5   | 5  | 41.6 | .295 | .136 | .879 | 4.4 | 6.0  | 2.6 | .0  | 16.8 |
| 1998     | PHX    | 4   | 1  | 30.5 | .548 | .250 | .667 | 2.3 | 4.8  | .5  | .3  | 13.8 |
| 2000     | PHX    | 9   | 0  | 14.3 | .324 | .000 | .833 | 1.4 | 2.6  | .3  | .1  | 3.2  |
| 通算     | 通算   | 105 | 93 | 36.9 | .469 | .244 | .833 | 3.3 | 8.9  | 1.3 | .3  | 19.3 |

### 通算成績
- 通算アシスト数6711：歴代26位（試合平均9.1は歴代7位）

## その他
現役の頃、ジョンソンは地元のモールのサイン会で無料でサインをしていた。また、同じく現役時代にサクラメント市内に市内の子供を対象にした学校、セント・ホープ・アカデミーを開校している。